# Gimnastyka na Letnich Igrzyskach Olimpijskich 1932 – ćwiczenia na poręczach mężczyzn
Ćwiczenia na poręczach były jedną z konkurencji gimnastycznych rozgrywanych podczas Letnich Igrzysk Olimpijskich 1932. Zawody zostały rozegrane w dniu 12 sierpnia 1932 r. Wystartowało 15 zawodników z sześciu krajów.

## Format
Zawody polegały na wykonywaniu dwóch układów ćwiczeń: obowiązkowego i dowolnego. O kolejności decydowała suma punktów za oba układy.

## Wyniki
| Pozycja | Zawodnik               | Reprezentacja     | Układ obowiązkowy | Układ dowolny | Łącznie |
| ------- | ---------------------- | ----------------- | ----------------- | ------------- | ------- |
| 1.      | Romeo Neri             | Włochy            | 28,2              | 28,7          | 56,9    |
| 2.      | István Pelle           | Węgry             | 27,7              | 28,1          | 55,8    |
| 3.      | Heikki Savolainen      | Finlandia         | 27,5              | 27,3          | 54,8    |
| 4.      | Mauri Nyberg-Noroma    | Finlandia         | 27,7              | 25,7          | 53,4    |
| 5.      | Mario Lertora          | Włochy            | 26,9              | 25,7          | 52,6    |
| 6.      | Al Jochim              | Stany Zjednoczone | 26,6              | 25,8          | 52,4    |
| 7.      | József Hegedűs         | Węgry             | 25,7              | 26,2          | 51,9    |
| 7.      | Miklós Péter           | Węgry             | 26,2              | 25,7          | 51,9    |
| 9.      | Michael Schuler        | Stany Zjednoczone | 25,7              | 26,1          | 51,8    |
| 10.     | Savino Guglielmetti    | Włochy            | 25,0              | 26,1          | 51,1    |
| 11.     | Frank Haubold          | Stany Zjednoczone | 25,3              | 25,4          | 50,7    |
| 12.     | Toshihiko Sasano       | Japonia           | 24,1              | 24,1          | 48,2    |
| 13.     | Vicente Mayagoitia     | Meksyk            | 21,0              | 23,9          | 44,9    |
| 14.     | Mahito Haga            | Japonia           | 20,5              | 21,4          | 41,9    |
| 15.     | Francisco José Álvarez | Meksyk            | 20,2              | 21,0          | 41,2    |